# Gannerwinkel
Gannerwinkel ist eine Ortschaft der Stadt Wittingen im niedersächsischen Landkreis Gifhorn.

## Geographie und Verkehrsanbindung

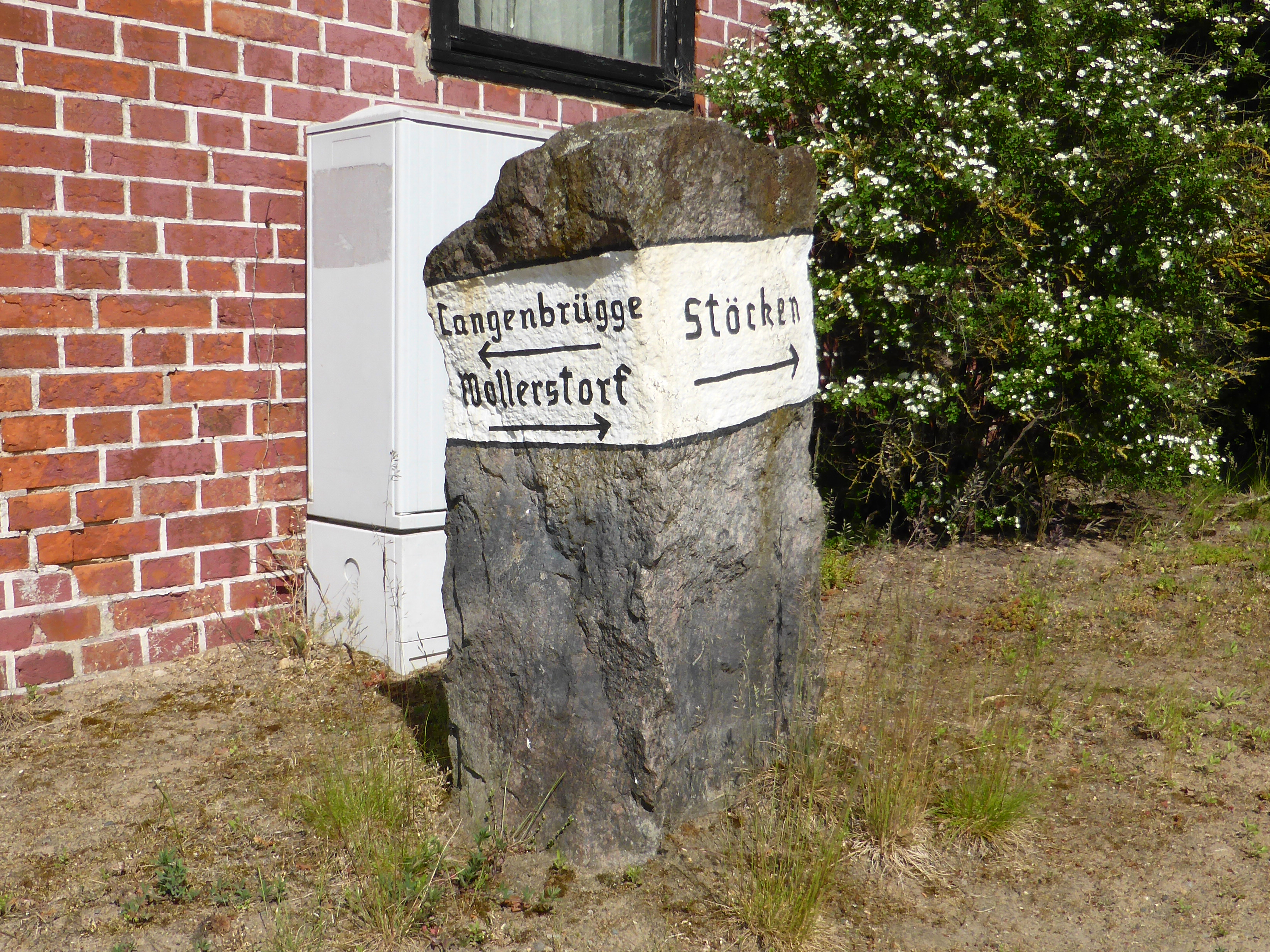
Wegweiser in Gannerwinkel

Der Ort liegt nordwestlich des Kernbereichs von Wittingen, im äußersten Norden des Landkreises Gifhorn. Rund ein Kilometer nördlich von Gannerwinkel verläuft die Grenze zum Landkreis Uelzen.
Die 43,1 km lange Ise, die in Gifhorn in die Aller mündet, fließt südlich. Nordwestlich erstreckt sich das 834 ha große Naturschutzgebiet Schweimker Moor und Lüderbruch.
Gannerwinkel liegt abseits der großen Verkehrswege. Die Kreisstraße 16 führt von Gannerwinkel in östlicher Richtung bis zur Landesstraße 270 in Stöcken. Gemeindeverbindungsstraßen führen von Gannerwinkel aus im Süden nach Wollerstorf, im Westen über den Elbe-Seitenkanal nach Wentorf, und im Norden nach Langenbrügge in den Landkreis Uelzen.
Rund vier Kilometer südlich von Gannerwinkel verläuft die Bundesstraße 244, die von Gannerwinkel aus über Wollerstorf zu erreichen ist.
Linienbusse fahren von Gannerwinkel über Wollerstorf bis nach Wittingen.
Die Bahnstrecke Braunschweig–Wieren verläuft rund zwei Kilometer östlich von Gannerwinkel, der nahegelegene Bahnhof im Nachbardorf Stöcken wurde jedoch bereits 1981 stillgelegt. Heute befindet sich der nächstgelegene Bahnhof in Wittingen.
Der Elbe-Seitenkanal verläuft rund 1,5 Kilometer westlich von Gannerwinkel, er verfügt an der Kreuzung des Kanals mit der Bundesstraße 244 über einen Hafen.

## Geschichte

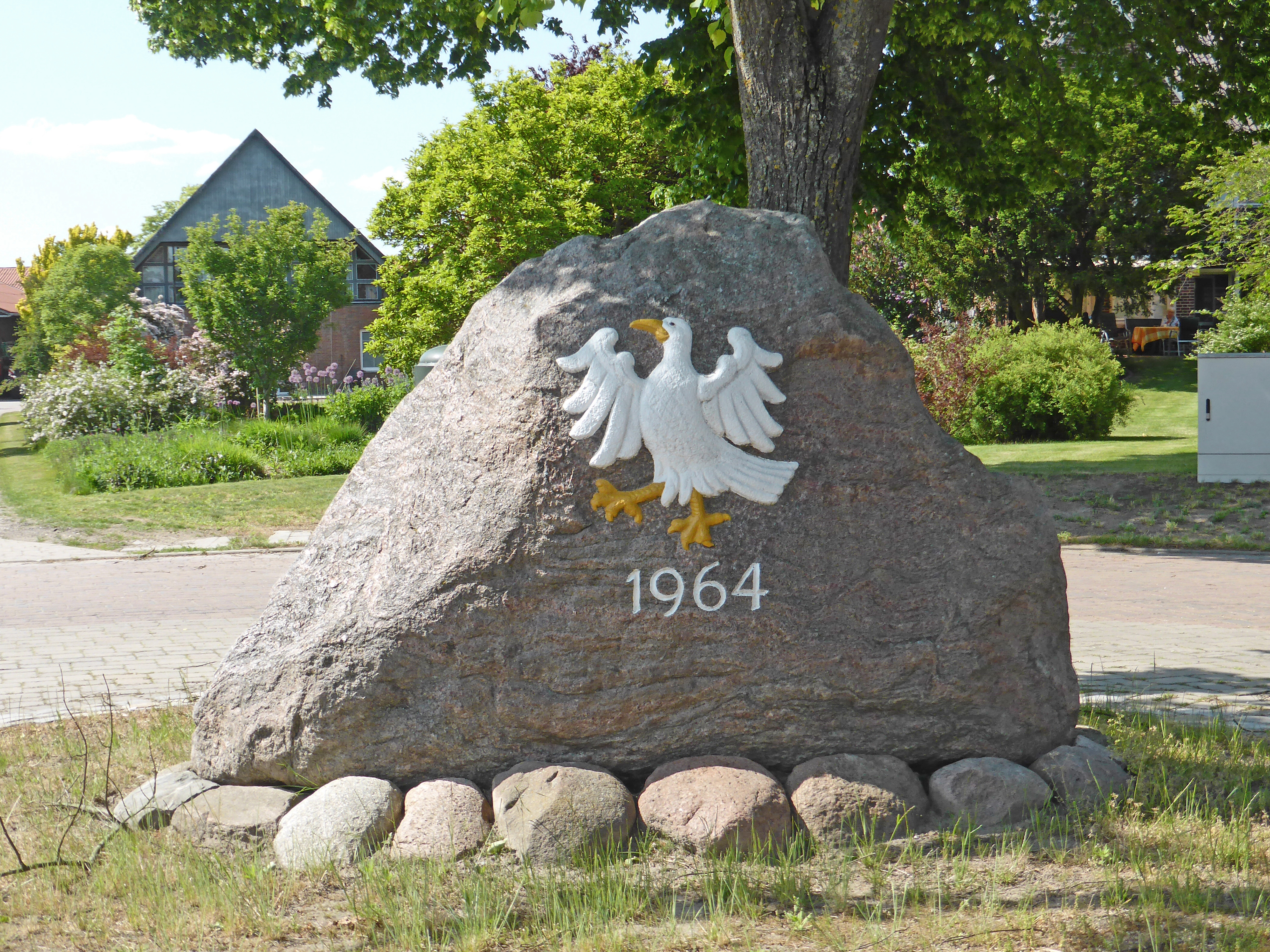
Denkmal im Rundling

Gannerwinkel war ein Rundling, was noch heute erkennbar ist.
In der Franzosenzeit gehörte Gannerwinkel von 1810 bis 1813 zum Kanton Wittingen im Departement der Nieder-Elbe, ab 1811 Departement der Elbe, des Königreichs Westphalen.
Gannerwinkel gehörte zum Amt Knesebeck, das 1859 aufgehoben wurde. Die Gemeinden des ehemaligen Amtes Knesebeck wurden dem Amt Isenhagen zugefügt, aus dem 1885 der Kreis Isenhagen hervorging. 1932 wurde der Kreis Isenhagen wieder aufgelöst und dem Landkreis Gifhorn angeschlossen, zu dem Gannerwinkel seitdem gehört.
Im Zuge der Gebietsreform in Niedersachsen, die am 1. März 1974 stattfand, wurden die zuvor selbständigen Gemeinden Gannerwinkel, Darrigsdorf, Erpensen, Glüsingen, Kakerbeck, Lüben, Rade, Stöcken, Suderwittingen und Wollerstorf in die Stadt Wittingen eingemeindet.

### Einwohnerentwicklung
| Jahr      | 1910 | 1925 | 1933 | 1939 | 2008 | 2013 | 2017 | 2021 |
| --------- | ---- | ---- | ---- | ---- | ---- | ---- | ---- | ---- |
| Einwohner | 116  | 119  | 130  | 108  | 140  | 117  | 120  | 123  |

## Religion
Gannerwinkel ist seit der Reformation protestantisch geprägt, verfügt jedoch über keine Kirche.
Evangelisch-lutherische Einwohner gehören zur Kirchengemeinde Wittingen-Ohrdorf mit der St.-Stephanus-Kirche in Wittingen, Katholiken gehören zur Pfarrei Wittingen mit der St.-Marien-Kirche in Wittingen.

## Politik

### Stadtrat und Bürgermeister
Auf kommunaler Ebene wird die Ortschaft Gannerwinkel vom Rat der Stadt Wittingen vertreten.

### Ortsvorsteher
Ortsvorsteher ist Christian Alpers.

### Wappen
Der Entwurf des Kommunalwappens von Gannerwinkel stammt von dem Heraldiker und Wappenmaler Gustav Völker, der zahlreiche  Wappen in der Region Hannover erschaffen hat. Das Wappen wurde am 8. Juni 1963 vom Rat beschlossen und die Genehmigung wurde am 7. August desselben Jahres durch den lüneburgischen Regierungspräsidenten erteilt.
| Wappen von Gannerwinkel | Blasonierung: „In Rot ein steigernder, golden bewehrter, silberner Ganter.“ |
| Wappen von Gannerwinkel | Wappenbegründung: Das redende Wappen weist auf den am 1. März 1974 eingemeindeten Wittinger Stadtteil Gannerwinkel hin. Der Ganter ist zwar neben dem Adler nicht das häufigste Wappentier, aber er ist in seinem Bereich keineswegs weniger mutig als der König der Lüfte. Somit nahm ihn die Gemeinde in ihr Wappen auf. |

## Wirtschaft und Infrastruktur

### Unternehmen
Gannerwinkel ist landwirtschaftlich geprägt. Die Poststelle Gannerwinkel wurde geschlossen, in Gannerwinkel steht nur noch ein Postbriefkasten zur Verfügung.
Die einzige Gaststätte ist das Gasthaus Schulze. Einkaufsmöglichkeiten des täglichen Bedarfs sind in Gannerwinkel nicht vorhanden.

### Öffentliche Einrichtungen

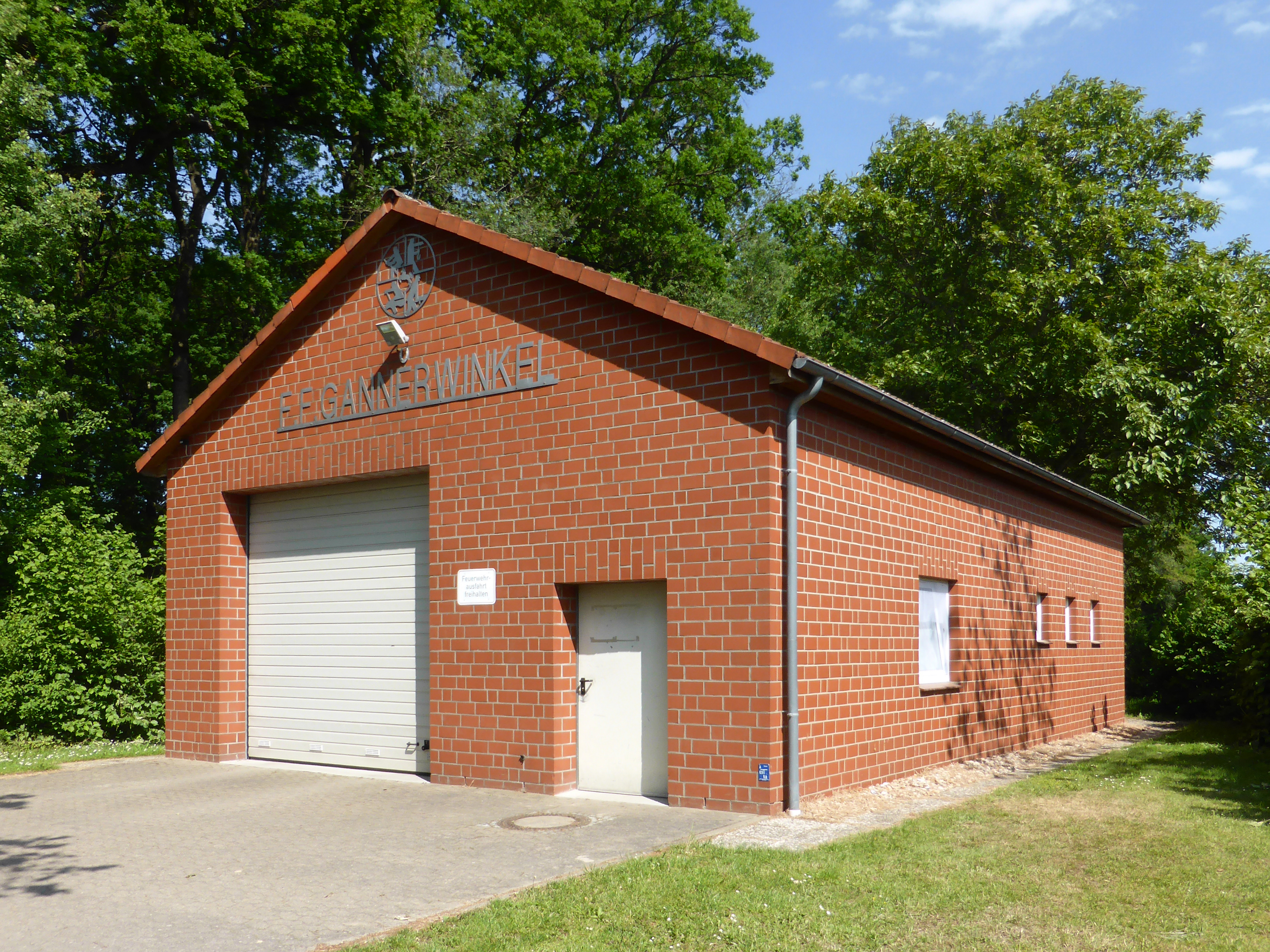
Feuerwehrhaus

Die Freiwillige Feuerwehr Gannerwinkel verfügt über ein Feuerwehrhaus. Den Kindern steht ein Spielplatz zur Verfügung.
Die Straßen in Gannerwinkel tragen keine Straßennamen, die rund 30 Wohnhäuser von Gannerwinkel sind nummeriert. Dazu kommen noch die 24 Häuser der zu Gannerwinkel gehörenden Siedlung Am Mühlenberg, die sich knapp ein Kilometer nordöstlich der Ortslage von Gannerwinkel befindet.
Die Verstorbenen aus Gannerwinkel werden auf dem Friedhof im Nachbardorf Stöcken bestattet, der sich an der Straße nach Gannerwinkel befindet.